# Thomas Bodström
Thomas Lennart Bodström, född 9 april 1962 i Uppsala, är en svensk advokat, författare och tidigare politiker (socialdemokrat). Han var Sveriges justitieminister 2000–2006 och ordinarie riksdagsledamot 2002–2010. Han var delar av åren 2016 och 2017 styrelseledamot i fondbolaget Allra under den tid då fyra chefer gjorde sig skyldiga till grov trolöshet och mutbrott. Han är son till tidigare utrikesministern Lennart Bodström och bror till journalisten Cecilia Bodström.

## Biografi
Thomas Bodström var på 1980-talet fotbollsspelare på elitnivå, bland annat som allsvensk högerback i AIK 1987–1989. Parallellt med fotbollskarriären studerade han juridik, och i januari 1990 avlade han juristexamen vid Stockholms universitet. Han skrev sitt examensarbete inom statsrätt. Därefter började han arbeta som biträdande jurist vid Sju advokater i Stockholm. 1996 var han med och startade Stockholms advokatbyrå, där han arbetade fram till oktober 2000. Mest känd för allmänheten blev Bodström när han företrädde de anhöriga till offren vid diskoteksbranden i Göteborg.
Efter Laila Freivalds avgång utsågs Bodström den 11 oktober 2000 till hennes efterträdare som justitieminister av statsminister Göran Persson. Samma dag som han tackade ja till posten ansökte han om medlemskap i Socialdemokraterna. I opinionsundersökningar om allmänhetens syn på regeringen var Bodström återkommande en av de populäraste ministrarna. Vid valet 2002 blev han invald i riksdagen för Örebro län. Efter valet 2006, där Socialdemokraterna förlorade regeringsmakten, blev Bodström ordförande i riksdagens justitieutskott. Den posten lämnade han efter valet 2010. Efter att inte ha beviljats sökt ledighet från uppdraget för att vistas med familjen i USA avsade han sig senare riksdagsplatsen.
Bodström återtog under 2008 sin advokatsyssla, bland annat som ombud i rättegången mot Tito Beltrán. Bodströms medverkan i Beltrán-rättegången kritiserades av Beltrán, som ansåg att hans dubbla uppdrag – som målsägandebiträde och ordförande i justitieutskottet – stred mot grundlagens princip om delning mellan den lagstiftande och den dömande makten.
Bodström var under delar av åren 2016 och 2017 ledamot i fondbolaget Allras styrelse där fyra chefer gjorde sig skyldiga till mutbrott och trolöshet.
Den 24 augusti 2017 beslöt regeringen att utse Thomas Bodström till ny landshövding och chef för länsstyrelsen i Stockholms län med tillträde den 1 november 2017. Regeringen upphävde 14 oktober 2017 sitt beslut, eftersom det ”saknas förtroende för honom bland flera politiska partier”, på grund av att han fram till början av 2017 satt som styrelseledamot i fondbolaget Allra, där oegentligheter hade avslöjats.
Han valdes till ordförande i ECPAT Sverige i april 2007. Han har även suttit i styrelsen för Unicef Sverige, Advokatsamfundet och Advokater utan gränser.
Bodström medverkade 2024 i TV4:s realityserie Förrädarna.

### Politiska ställningstaganden
Bodström var som politiker bland annat pådrivande för EG:s direktiv om lagring av datatrafik. Bodström var också positiv till kopieringsskydd och ville ge polisen mer resurser att motverka piratkopiering, trots att han 2005 på debattsajten SVT Opinion krävde att skivbolagen skulle sluta spärra cd-skivor genom kopieringsskydd.
Bodström förekom i en värvningskampanj för Broderskapsrörelsen och bekände sig som kristen. Han har av författaren och S-kännaren Christer Isaksson beskrivits som tillhörande högerfalangen inom Socialdemokraterna.

#### Integritetsfrågorna och ”Bodströmsamhället”
Bodström blev kritiserad av förkämpar för den personliga integriteten eftersom han arbetade för att ge polisen större möjligheter att avlyssna och bevaka privatpersoner som endast hade begått mindre brott eller bara var misstänkta för att planera brott. ”Bodströmsamhället” blev en nedsättande term för att beskriva vad kritikerna uppfattade som Bodströms vision av ett storebrorssamhälle, där brottsbekämpningen har företräde framför den personliga integriteten. Begreppet myntades av bloggaren och piratpartisten Oscar Swartz i samband med debatten kring EU:s datalagringsdirektiv där Bodström var drivande. Begreppet inkluderade dock även andra av Bodströms förslag som kritikerna menade var ett hot mot den personliga integriteten, bland annat förslaget att tillåta avlyssning i förebyggande syfte, det vill säga hemlig avlyssning av personer som inte är misstänkta för brott. 
Mellan mars 2009 och april 2012 drev Bodström själv en blogg vid namn Bodströmsamhället.

### Författarskap

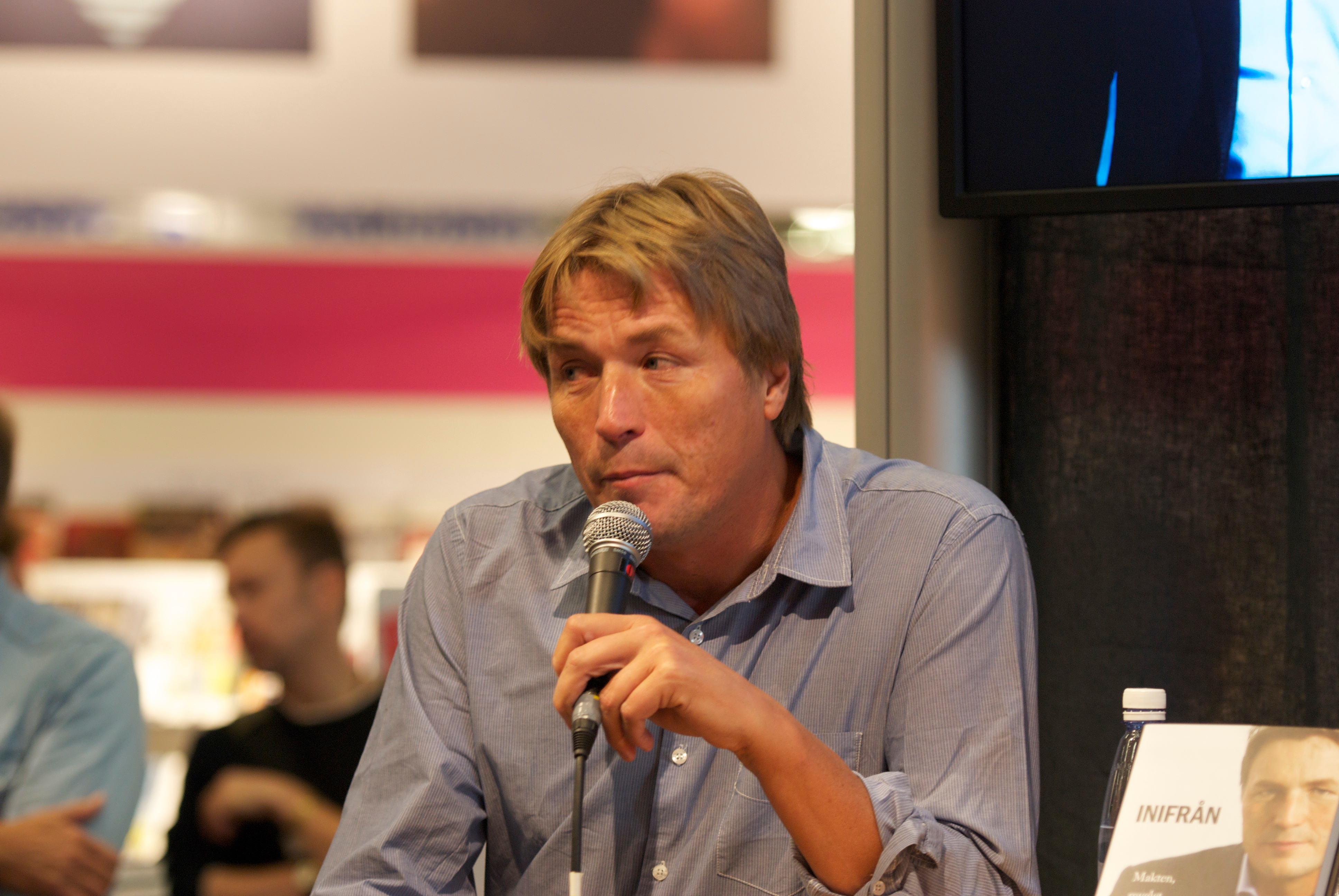
Thomas Bodström berättar om sin bok Inifrån på Bok- och biblioteksmässan i Göteborg 2011.

2008 debuterade Thomas Bodström som deckarförfattare med boken Rymmaren som fick genomgående dåliga recensioner. 2009 gav han ut uppföljaren Idealisten, 2010 Lobbyisten, och 2013 Populisten - den avslutande i serien. Persongalleriet i de fyra böckerna är till stor del gemensamt, och inkluderar den sympatiske socialdemokratiske advokaten Mattias, polisen Susanne och den mindre begåvade borgerliga justitieministern, senare ordförande i justitieutskottet, Gerd, som ständigt begår misstag och är baserad på Beatrice Ask.
2011 gav Bodström ut den politiska memoarboken Inifrån. Makten, myglet, politiken. Hans påstående om att Mona Sahlins avgång skedde till följd av en kupp, ledde till medial uppmärksamhet kring boken och kritik av Bodströms påståenden från några av de som i boken utpekats som kuppmakare.
År 2024 gav han ut den självbiografiska Sämst när det gäller. Boken beskrivs som en inrökt nostalgitripp som återger tidsanda, möjligheter och svagheter i 1970-talets Sverige. Bodström reflekterar öppet över en bråkig ungdomstid och blottar misstag och svagheter, medan politiken bara nämns i förbifarten.

### Familj
Thomas Bodström är gift med mellanstadieläraren Helén Bodström. Paret har fyra barn.

## Filmografi
- 2017 – Enkelstöten (TV-serie)